# Doryphorina
Doryphorina är ett släkte av insekter. Doryphorina ingår i familjen Dictyopharidae.
Kladogram enligt Catalogue of Life:
| Doryphorina | \| \| Doryphorina stali \| \| \| \| \| \| Doryphorina subdeflexa \| \| \| \| |
|             | \| \| Doryphorina stali \| \| \| \| \| \| Doryphorina subdeflexa \| \| \| \| |
|             | Doryphorina stali                                                            |
|             |                                                                              |
|             | Doryphorina subdeflexa                                                       |
|             |                                                                              |